# ترندلبورگ
شهر ترندلبورگ (به آلمانی: Trendelburg) در ایالت هسن در کشور آلمان واقع شده‌است.